# مدافعان (مینی‌سریال)
مدافعان مارول (انگلیسی: Marvel's The Defenders) یک مینی‌سریال تلویزیونی آمریکایی است که توسط داگلاس پیتری و مارکو رامیرز برای سرویس استریم نتفلیکس ساخته شد. این مجموعه بر اساس شخصیت‌های مارول کامیکس شامل دردویل، جسیکا جونز، لوک کیج و آیرون فیست است که تیم ابرقهرمانی مدافعان را تشکیل می‌دهند. این سریال در دنیای سینمایی مارول (MCU) روایت می‌شود و با فیلم‌های این فرنچایز هم‌پیوستگی دارد. «مدافعان» یک تقاطع داستانی است که نتیجهٔ چهار سریال پیشین مشترک مارول و نتفلیکس به‌شمار می‌رود. این اثر توسط تلویزیون مارول در همکاری با ای‌بی‌سی استودیوز، شرکت Nine and a Half Fingers, Inc. و Goddard Textiles تهیه شد و رامیرز به‌عنوان شورانر فعالیت داشت.
بازیگران اصلی این مجموعه شامل چارلی کاکس در نقش مت مورداک / دردویل، کریستن ریتر در نقش جسیکا جونز، مایک کولتر در نقش لوک کیج و فین جونز در نقش دنی رند / آیرون فیست است که همگی نقش‌های خود را از سریال‌های اختصاصی‌شان تکرار می‌کنند. همچنین ایکا دارویل، الدن هنسون، جسیکا هنویک، سیمون میسیک، رامون رودریگز، ریچل تیلور، دبورا آن ول، الودی یونگ، رزاریو داوسون و اسکات گلن نیز دوباره از مجموعه‌های قبلی بازمی‌گردند و سیگورنی ویور نیز در این مجموعه حضور دارد. توسعهٔ پروژه از اواخر ۲۰۱۳ آغاز شد و کاکس نخستین بازیگری بود که در مه ۲۰۱۴ انتخاب شد. پیتری و رامیرز در آوریل همان سال به‌عنوان شورانر پیوستند، پس از تجربهٔ فصل دوم دردویل. پیتری با آغاز فیلم‌برداری جدا شد. فیلم‌برداری بین اکتبر ۲۰۱۶ تا مارس ۲۰۱۷ در نیویورک انجام شد. فیلم‌برداری و طراحی بصری مجموعه، رنگ‌مایه‌های متفاوت هر شخصیت از سریال‌های اختصاصی را حفظ کرد و با تشکیل تیم درهم آمیخت.
مدافعان نخستین بار در ۳۱ ژوئیهٔ ۲۰۱۷ در نیویورک به نمایش درآمد و تمامی هشت قسمت آن در ۱۸ اوت از نتفلیکس پخش شد. واکنش منتقدان عموماً مثبت بود و پویایی میان شخصیت‌ها و بازی ویور تحسین شد، اما داستان کلی، ریتم روایت و استفاده از سازمان هند به‌عنوان دشمنان، انتقادهایی را برانگیخت. تحلیل‌های شخص ثالث نشان داد که این مجموعه کم‌بیننده‌ترین سریال مارول-نتفلیکس بوده و بیشترین افت هفتگی در تعداد تماشاگر را تجربه کرده است، هرچند طبق آمار نتفلیکس در زمان انتشار، سومین سریال پرشتاب در زمینهٔ «تماشای پیاپی» در سطح جهان بوده است. این مجموعه چند نامزدی جایزه دریافت کرد. در ۱ مارس ۲۰۲۲، به‌دنبال بازپس‌گیری حق پخش توسط دیزنی، مدافعان همراه با سایر سریال‌های مارول-نتفلیکس از نتفلیکس حذف شد و از ۱۶ مارس از طریق دیزنی+ دوباره در دسترس قرار گرفت.

## داستان
چند ماه پس از فصل دوم سریال دردویل و یک ماه پس از فصل اول مشت آهنین، مأمورین خودخوانده دردویل، جسیکا جونز، لوک کیج و آیرون فیست در شهر نیویورک متحد می‌شوند تا با یک دشمن مشترک، دست (The Hand) مبارزه کنند.

## بازیگران و شخصیت‌ها
چارلی کاکس در نقش مت مورداک/ دردویل
کریستن ریتر در نقش جسیکا جونز
مایک کولتر در نقش لوک کیج
فین جونز در نقش دنی رند/ آیرون فیست
ایکا دارویل در نقش مالکوم دوکاس

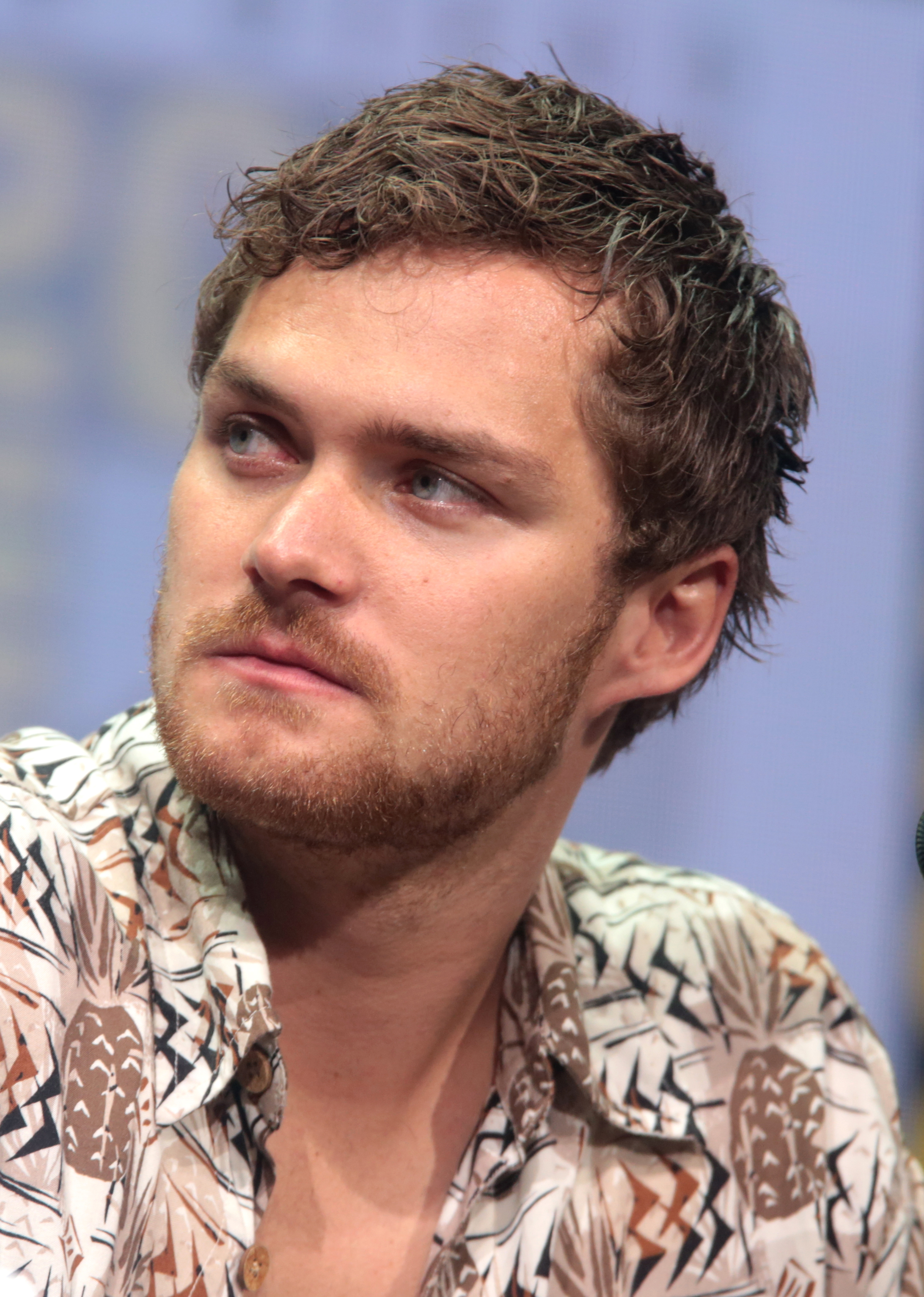
فین جونز

الدن هنسون در نقش فرانکلین «فاگی» نلسون
جسیکا هنویک در نقش کالین وینگ
سیمون میسیک در نقش میستی نایت
رامون رودریگز در نقش باکوتو
ریچل تیلور در نقش تریش واکر
دبورا آن ول در نقش کارن پیج
الودی یونگ در نقش الکترا ناچیوس
رزاریو داوسون در نقش کلر تمپل
اسکات گلن در نقش استیک
سیگورنی ویور در نقش الکساندرا

## قسمت‌ها
| شم. | عنوان               | کارگردان            | نویسنده                                                 | تاریخ پخش اصلی |
| --- | ------------------- | ------------------- | ------------------------------------------------------- | -------------- |
| ۱   | «حرف H»             | S. J. Clarkson      | Douglas Petrie & Marco Ramirez                          | ۱۸ اوت ۲۰۱۷    |
| ۲   | «ضربه هوک راست قوی» | S. J. Clarkson      | Lauren Schmidt Hissrich & Marco Ramirez                 | ۱۸ اوت ۲۰۱۷    |
| ۳   | «بدترین رفتار»      | Peter Hoar          | Lauren Schmidt Hissrich & Douglas Petrie                | ۱۸ اوت ۲۰۱۷    |
| ۴   | «اژدهای سلطنتی»     | فیل آبراهام         | Douglas Petrie & Marco Ramirez                          | ۱۸ اوت ۲۰۱۷    |
| ۵   | «پناه بگیرید»       | Uta Briesewitz      | Lauren Schmidt Hissrich, Douglas Petrie & Marco Ramirez | ۱۸ اوت ۲۰۱۷    |
| ۶   | «خاکستر، خاکستر»    | استیون سرجیک        | درو گادرد و Marco Ramirez                               | ۱۸ اوت ۲۰۱۷    |
| ۷   | «ماهی در زندان‌خانه» | فلیکس انریکز آلکالا | Lauren Schmidt Hissrich & Marco Ramirez                 | ۱۸ اوت ۲۰۱۷    |
| ۸   | «مدافعان»           | Farren Blackburn    | Lauren Schmidt Hissrich & Marco Ramirez                 | ۱۸ اوت ۲۰۱۷    |